# Museo de Lemán
El Museo de Lemán (en francés: Musée du Léman) se encuentra en Nyon, en el país europeo de Suiza, frente al puerto deportivo.
Fundado en 1954 por el maestro Edgar Pellichet, el Museo de Lemán o Ginebra tiene todo lo que se relaciona al lago de Lemán: el patrimonio (cultural, paseos en bote, pesca) y la ciencia relacionada con el Lago. Más de 8.000 objetos y documentos son colecciones.
El Museo de Lemán es el custodio de fondos de gran importancia, como los fondos de Jacques y Auguste Piccard.
En acuarios gigantes el Museo de Ginebra expone peces vivos procedentes de esta región.